# Happy Rockefeller
Happy Rockefeller, właśc. Margaretta Large Fitler Murphy Rockefeller (ur. 9 czerwca 1926 w Bryn Mawr w stanie Pensylwania, zm. 19 maja 2015 w Tarrytown w stanie Nowy Jork) – żona 41. wiceprezydenta Stanów Zjednoczonych Nelsona Rockefellera, od 19 grudnia 1974 do 20 stycznia 1977 druga dama Stanów Zjednoczonych.
Do czasu rozwodu od 11 grudnia 1945 do 1 kwietnia 1963 jej mężem był James Slater Murphy, wirusolog, z którym miała czworo dzieci: Jamesa B. Murphy, Margarettę Harrison Murphy, Carol Slater Murphy i Malindę Fitler Murphy (zmarła w 2005).
4 maja 1963 roku została małżonką Nelsona Rockefellera, który był bliskim przyjacielem jej byłego męża. Z drugim mężem miała dwóch synów: Nelsona Rockefellera Jr (ur. 1964) oraz  Marka Rockefellera (ur. 1967).